# Gabriel Navarro
Gabriel Navarro Lucas, né le 6 août 1992 à Cuenca, est un athlète espagnol spécialiste des courses de fond. 

## Carrière
Il se révèle en 2011 en remportant le 5 000 mètres et le 10 000 mètres des Championnats d'Europe juniors de Tallinn, devenant le troisième athlète seulement à réaliser ce doublé après le Français Benoît Zwierzchiewski en 1995 et l'Azéri Hayle Ibrahimov en 2009. Il confirme avec le titre de champion d'Europe espoirs sur 10 000 m à Tampere en 2013.

### Palmarès
| Date | Compétition                   | Lieu    | Résultat | Épreuve  |
| ---- | ----------------------------- | ------- | -------- | -------- |
| 2011 | Championnats d'Europe juniors | Tallinn | 1er      | 5 000 m  |
| 2011 | Championnats d'Europe juniors | Tallinn | 1er      | 10 000 m |
| 2013 | Championnats d'Europe espoirs | Tampere | 1er      | 10 000 m |

### Records
| Épreuve  | Performance    | Lieu    | Date            |
| -------- | -------------- | ------- | --------------- |
| 5 000 m  | 14 min 07 s 06 | Tallinn | 23 juillet 2011 |
| 10 000 m | 29 min 57 s 78 | Moncton | 20 juillet 2010 |